# 土曜ドラマ9
『土曜ドラマ9』（どようドラマナイン）は、2017年10月7日から2024年4月6日まで毎週土曜日21:00 - 21:54にBSテレビ東京（BSテレ東）で放送されていた連続ドラマ枠である。枠設立当初は『連続ドラマJ』（れんぞくドラマジェー）だったが、BSジャパンからBSテレ東への名称変更に伴い、現在の枠名となった。

## 作品

### 『連続ドラマJ』時代
2017年
- 浅田次郎 プリズンホテル（10月7日 - 12月16日、全10話、原作：浅田次郎、主演：田中直樹）

2018年
- 三島由紀夫 命売ります（1月13日 - 3月24日、全10話、原作：三島由紀夫、主演：中村蒼）
- 噂の女（4月14日 - 6月23日、全10話、原作：奥田英朗、主演：足立梨花）
- 極道めし（7月14日 - 9月22日、全10話、原作：土山しげる、主演：福士誠治）

### 『土曜ドラマ9』時代
改題後は、オリジナル作品のほか、注釈にも記したが、地上波の連続ドラマ枠（主に「金曜8時のドラマ」）で放送されたものを4Kリマスターリングで再構成したものも随時放送されている。
2018年
- サイレント・ヴォイス 行動心理捜査官・楯岡絵麻（10月6日 - 12月15日、全10話、原作：佐藤青南、主演：栗山千明）

2019年
- 神酒クリニックで乾杯を（1月12日 - 3月30日、全10話、原作：知念実希人、主演：三浦貴大・安藤政信）
- やじ×きた 元祖・東海道中膝栗毛（4月6日 - 6月22日、全12話、原案：十返舎一九、主演：和田正人・松尾諭）
- W県警の悲劇（7月27日 - 9月21日、全8話、原作：葉真中顕、主演：芦名星）
- 釣りバカ日誌〜新入社員 浜崎伝助〜（10月26日 - 12月28日、全8話、原作：やまさき十三・北見けんいち、主演：濱田岳）

2020年
- 釣りバカ日誌 Season2〜新米社員 浜崎伝助〜（1月4日 - 3月21日、全8話、原作：やまさき十三・北見けんいち、主演：濱田岳）
- サイレント・ヴォイス 行動心理捜査官・楯岡絵麻 Season2（4月11日 - 5月30日、全8話、原作：佐藤青南、主演：栗山千明）
- 執事 西園寺の名推理（6月13日 - 8月1日、全8話、企画原案：星野由宇、主演：上川隆也）
- 執事 西園寺の名推理2（8月8日 - 9月26日、全8話、企画原案：星野由宇、主演：上川隆也）
- 警視庁ゼロ係〜生活安全課なんでも相談室〜（10月17日 - 11月28日、全7話、原作：富樫倫太郎、主演：小泉孝太郎）
- 撮影の、一切ないドラマ 蛭子さん殺人事件（12月12日、主演：蛭子能収）
- 女ともだち（12月19日 - 2021年1月23日、全6話、原作：柴門ふみ、主演：原沙知絵）

2021年
- ナイルパーチの女子会（1月30日 - 3月20日、全8話、原作：柚木麻子、主演：水川あさみ）
- ワカコ酒スペシャル 飛騨酒蔵めぐり（4月10日 - 4月17日、全2話、原作：新久千映、主演：武田梨奈）
- 警視庁ゼロ係〜生活安全課なんでも相談室〜 SECOND SEASON（4月24日 - 6月12日、原作：富樫倫太郎、主演：小泉孝太郎）
- 警視庁ゼロ係〜生活安全課なんでも相談室〜 THIRD SEASON（7月10日 - 8月21日、原作：富樫倫太郎、主演：小泉孝太郎）
- 特命刑事 カクホの女（9月4日 - 10月23日、主演：名取裕子・麻生祐未）
- 執事 西園寺の名推理（10月30日 - 12月18日、全8話、企画原案：星野由宇、主演：上川隆也）

2022年
- 婚活探偵（1月8日 - 2月12日、全6話、原作：大門剛明、主演：向井理）¡
- 私のエレガンス（4月2日 - 5月7日、全6話、主演：ファーストサマーウイカ）
- 駐在刑事 Season2（5月21日 - 7月2日、全7話、原作：笹本稜平、主演：寺島進）⟨⟩
- 警視庁ゼロ係〜生活安全課なんでも相談室〜 出張捜査スペシャル（7月30日、原作：富樫倫太郎、主演：小泉孝太郎）
- 警視庁ゼロ係〜生活安全課なんでも相談室〜 SEASON4（8月6日 - 9月17日、全7話、原作：富樫倫太郎、主演：小泉孝太郎）
- 最果てから、徒歩5分（10月1日 - 11月26日、全8話、原作：糸井のぞ、主演：岡田結実）
- 執事 西園寺の名推理（12月10日 - 2023年2月4日、全8話、企画原案：星野由宇、主演：上川隆也）

2023年
- 特命刑事 カクホの女（2月11日 - 4月1日、全7話、主演：名取裕子・麻生祐未）
- 今野 敏サスペンス 警視庁強行犯係・樋口顕（4月15日 - 6月10日、全8話、原作：今野敏、主演：内藤剛志）
- 駐在刑事 Season2（6月24日 - 8月12日、全7話、原作：笹本稜平、主演：寺島進）
- 駐在刑事 Season3（8月19日 - 9月30日、全7話、原作：笹本稜平、主演：寺島進）
- たそがれ優作（10月7日 - 11月25日、全8話、原作：安倍夜郎、主演：北村有起哉）
- 嫌われ監察官 音無一六（12月2日 - 2024年2月10日、全7話、主演：小日向文世）

2024年
- 婚活探偵（2月17日 - 4月6日、全6話、原作：大門剛明、主演：向井理）

## ネット配信
| 配信元         | 更新日時  | 配信期間 | 備考                 |
| -------------- | --------- | -------- | -------------------- |
| ネットもテレ東 | 土曜21:54 | 7日      | 最新話限定で無料配信 |
| TVer           | 土曜21:54 | 7日      | 最新話限定で無料配信 |
| GYAO!          | 土曜21:54 | 7日      | 最新話限定で無料配信 |

※ 過去放送済分の配信元はドラマ毎に異なる。本枠初出のドラマは後日、Paraviで配信されることがある。